# Костозеро
Костозеро — озеро в Вологодской области России.
Расположено в границах Белозерского района.
Костозеро расположено в нижнем течении реки Шолы. Мягкая водная растительность Костозера занимает около 12 % площади.
Основными представителями ихтиофауны водоёма являются окунь, плотва, щука, линь реже встречаются ёрш, налим, язь.

## Данные водного реестра
По данным государственного водного реестра России и геоинформационной системы водохозяйственного районирования территории РФ, подготовленной Федеральным агентством водных ресурсов:
- Бассейновый округ — Верхневолжский
- Речной бассейн — (Верхняя) Волга до Куйбышевского водохранилища (без бассейна Оки)
- Речной подбассейн — Реки бассейна Рыбинского водохранилища
- Водохозяйственный участок — Шексна от истока (включая озеро Белое) до Череповецкого гидроузла
- Код водного объекта — 08010200311110000004752